# Херманн, Хайнц
Хайнц Херманн (нем. Heinz Hermann; род. 28 марта 1958, Цюрих) — швейцарский футболист. На протяжении более 35 лет до 2023 года был рекордсменом в истории национальной сборной по количеству сыгранных матчей.

## Карьера
Хайнц Херманн начал играть с 1 июля 1977 года в городе Цюрих в команде FC Seefeld Zürich. Он был четыре раза чемпионом и один раз обладателем Кубка. В конце сезона 1984/85 он перешёл в «Ксамакс». С 1984 по 1988 год он был избран пять раз подряд футболистом года Швейцарии. В ходе своей карьеры он выиграл шесть чемпионских титулов и был обладатель Кубка.
Участвовал в 118 международных матчей (15 голов) с 1978 по 1991 год за сборную Швейцарии. Его первым международным матч было в сентябре 1978 года в 2-0 победу над США. В ноябре 1991 года после поражения от Румынии перестал играть за сборную.